# 그토록 오랜 이별 (영화)
그토록 오랜 이별은 한국에서 제작된 박종호 감독의 1962년 영화이다. 김운하 등이 주연으로 출연하였고 박종호 등이 제작에 참여하였다.

## 출연

### 주연
- 김운하
- 황해
- 김희갑
- 손미희자

## 제작진
- 원작자: 송태주
- 조명: 김연
- 미술: 임명선